# Labrador Records
Labrador Records ist ein auf Indie-Pop und Twee-Pop spezialisiertes schwedisches Plattenlabel.

## Geschichte
Das Label wurde 1997 von Bengt Rahm gegründet. Zunächst war das Ziel, nur schwedische Popbands aufzulegen. Bald kam über die Acid House Kings ein Kontakt mit Summersound Recordings zustande. Die Bandmitglieder Joakim Ödlund, Niklas und Johan Angergård waren zugleich Inhaber von Summersound Recordings. Beide Labels teilten die Begeisterung für melodiösen Indiepop mit Electronica-Anklängen und Twee-Pop. Daher fusionierten sie 2001 zu Labrador Records, das zu diesem Zeitpunkt nur wenigen bekannt war. 
Mit dem Erfolg von The Radio Dept. gelang 2003 der große Durchbruch. Ihr Debütalbum Lesser Matters landete in Schweden auf Platz 1 der Charts und auch der New Musical Express wurde auf die Band aufmerksam. Dadurch stieg auch der Bekanntheitsgrad des Labels steil an. Bands wie The Legends und Corduroy Utd. gingen in Deutschland auf Tour und festigten das hohe Ansehen des Labels in der Indieszene. Inzwischen ist das Labrador-Label eine bestimmende Größe geworden.

## Aktuelle Situation
Die Geschäfte werden heute von Johan Angergård geführt, Mitglieder der Geschäftsleitung sind Bengt Rahm, Joakim Ödlund, Niklas Angergård und Mattias Berglund. Damit neue Bands unter Vertrag genommen werden, müssen nach wie vor alle Mitglieder der Geschäftsleitung zustimmen. Als 100. Veröffentlichung des Labels und zum 10-jährigen Jubiläum wurde 2007 zum Sonderpreis die Kompilation Labrador 100 - A Complete History of Popular Music herausgebracht. 

## Bands bei Labrador Records

### Aktuelle Bands
| - Acid House Kings - Amanda Mair - Club 8 - Det Vackra Livet - Eternal Death - Ingenting | - Irene - The Legends - Little Big Adventure - The Mary Onettes - Pallers | - Pelle Carlberg - The Radio Dept. - Sambassadeur - Starlet - Suburban Kids With Biblical Names |

### Ehemalige Bands
| - Aerospace - Afraid of Stairs - Airliner - Chasing Dorotea - Cinnamon - Corduroy Utd. - Douglas Heart | - Edson - Happydeadmen - Lasse Lindh - Johan Hedberg - Laurel Music - Leslies - Loveninjas | - Mondial - Ronderlin - The Sound of Arrows - South Ambulance - Tribeca - Waltz For Debbie - Wan Light |

## Kompilationen
- 1998: Sleeping Single
- 1998: A Single Bite
- 1999: Summer Weddings (Split-Release)
- 2002: David Design
- 2002: The Sound Of Young Sweden
- 2004: Labrador Kingsize
- 2007: Labrador 100